# Weiße Silberwurz

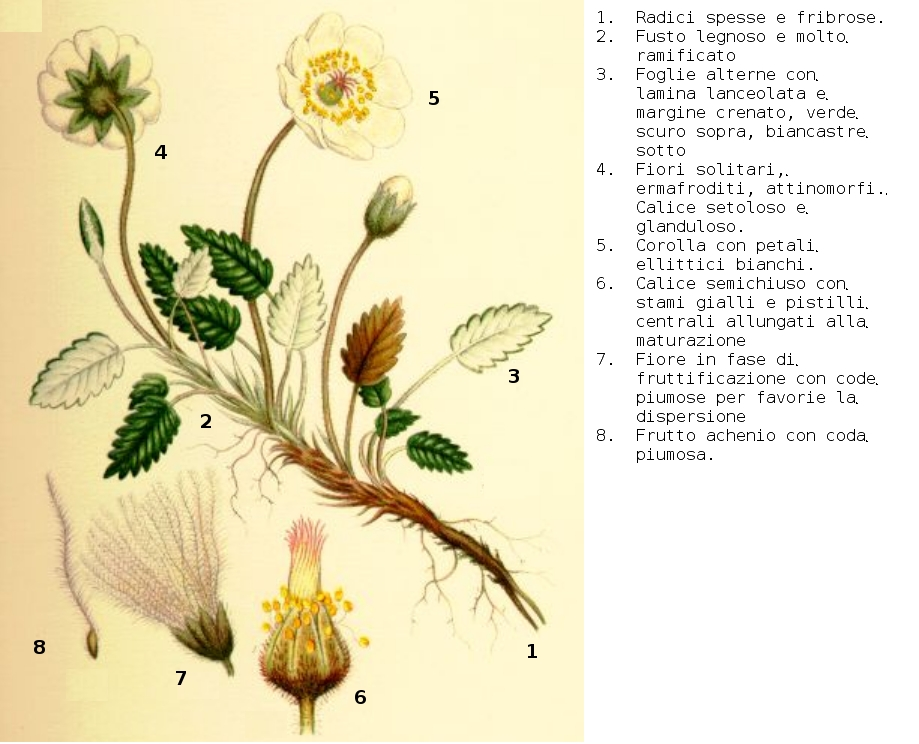
Illustration

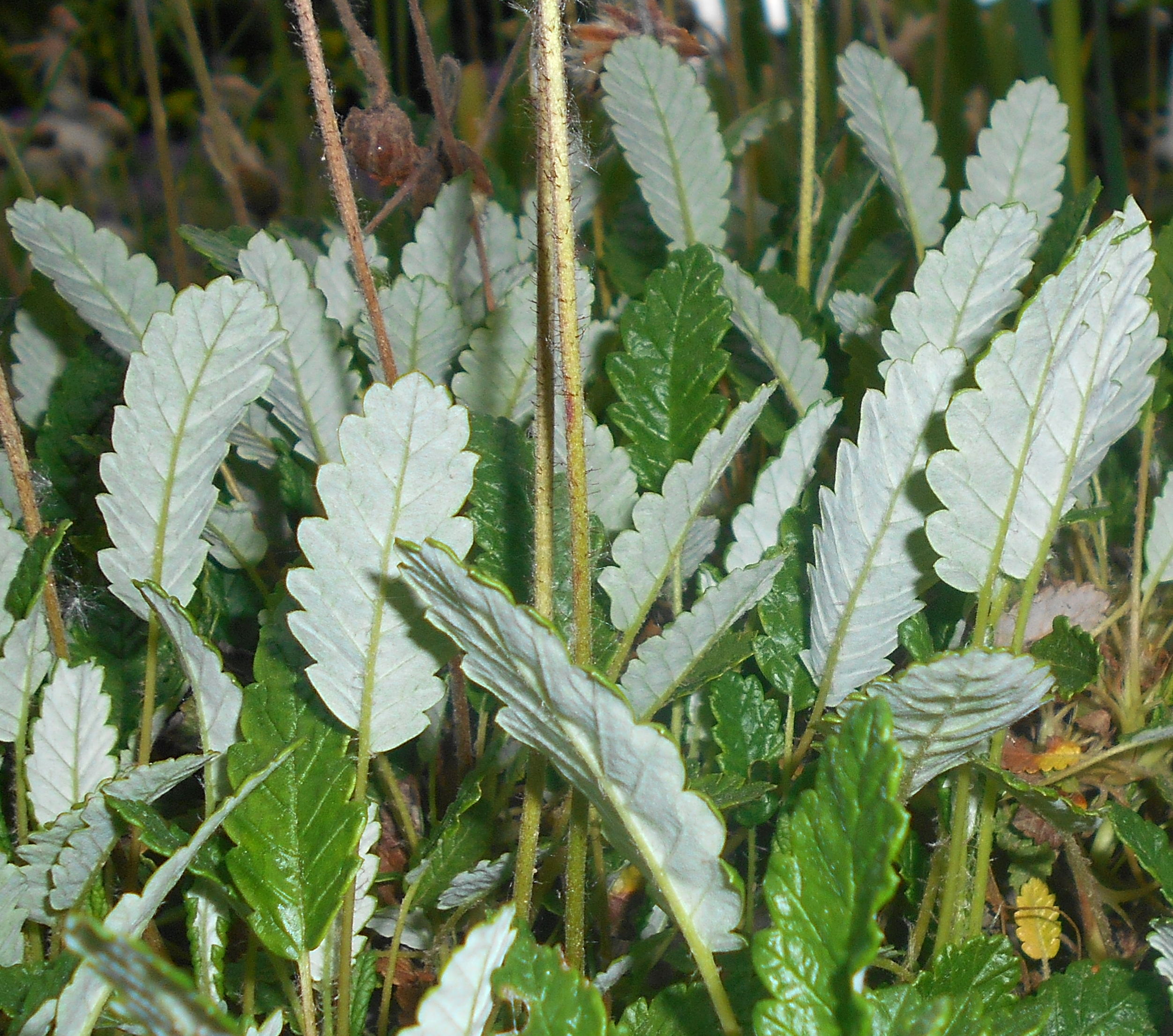
Blätter der Weißen Silberwurz

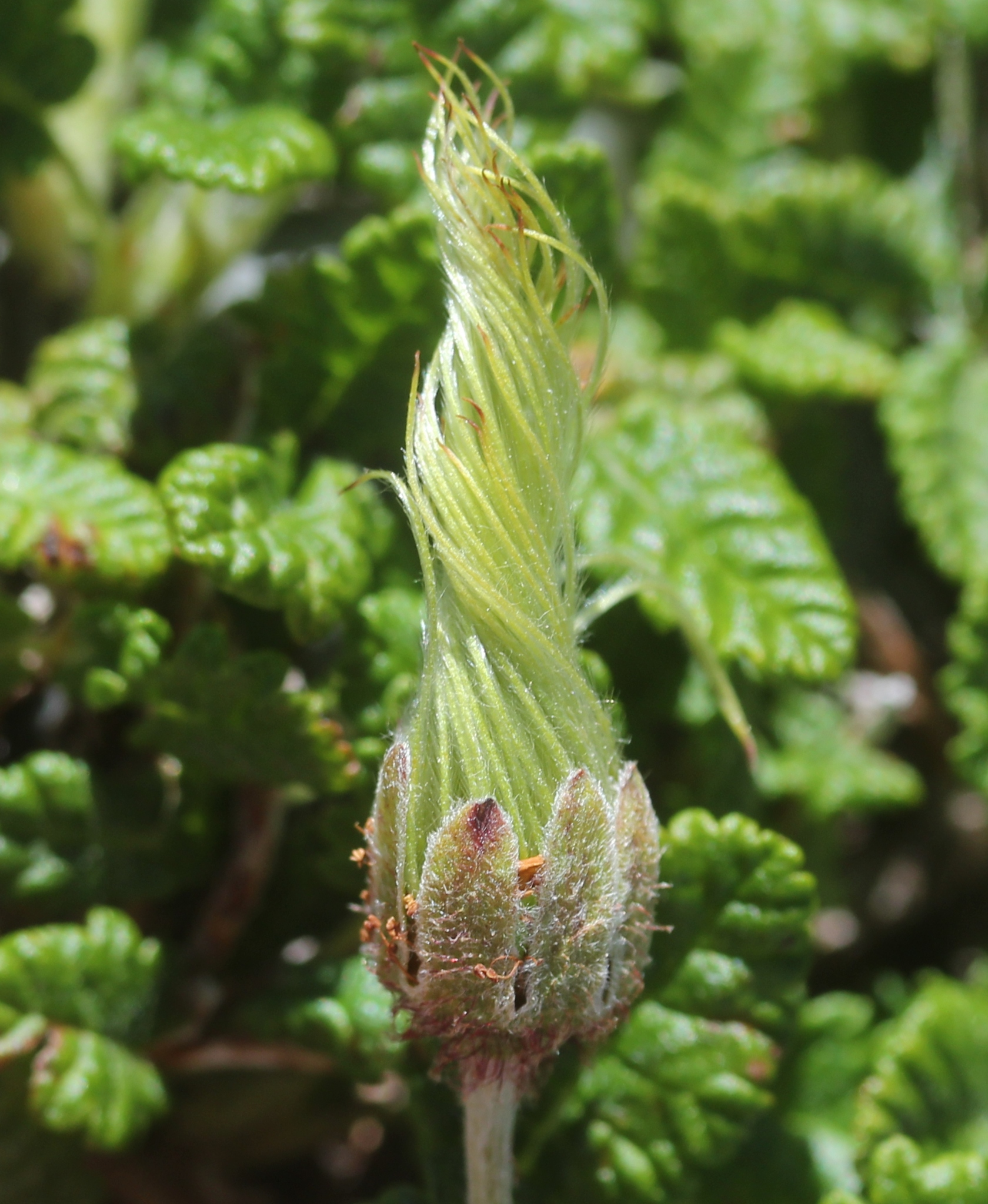
Junger Fruchtstand

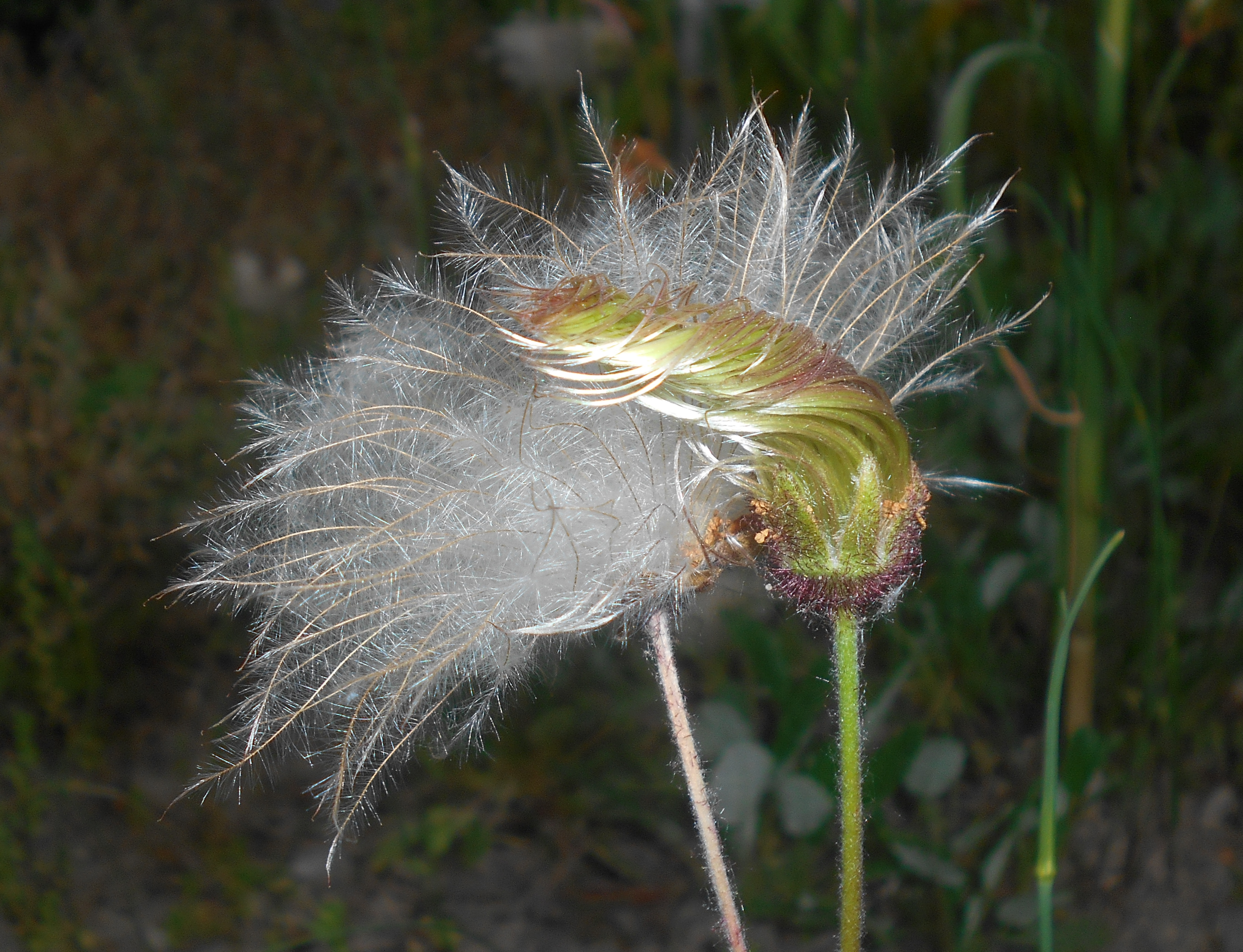
Hinten älterer, reifer Fruchtstand, vorne jüngerer

Die Weiße Silberwurz (Dryas octopetala) gehört zur Gattung Dryas in der Familie der Rosengewächse (Rosaceae). Die Silberwurz ist eine arkto-alpine Art der Nordhalbkugel, die zirkumpolar verbreitet ist. In Torfablagerungen Schwedens und Dänemarks wurden in der zweiten Hälfte des 19. Jahrhunderts makrofossile Überreste der Weißen Silberwurz entdeckt, sie bilden die sogenannten „Dryas-Torfe“ und damit Nachweise mehrerer Kälteschwankungen in wechselhaften Klimaphasen am Ende der Weichsel-Kaltzeit im Norden Europas. Das massenhafte Auftreten dieser Pflanzen und ihrer Pollen führte zur Benennung dieser drei Kaltphasen in Älteste Dryaszeit, Ältere Dryaszeit und Jüngere Dryaszeit, die jeweils durch Wärmeschwankungen voneinander abgegrenzt sind. Die markanteste dieser Klimaschwankungen war die Jüngere Dryaszeit.
Die Silberwurz ist ein exemplarischer Klima-Indikator arktischer Verhältnisse und glazialer Perioden. Wo sie rezent in den mittleren Breiten auftritt, ist sie in jedem Fall auch ein Glazialrelikt. Sie ist eines der Wahrzeichen der arkto-alpinen Flora der Hochgebirge Europas und der Alpen und ökologisch auch der wohl markanteste Typus eines Spalierstrauches.

## Namensherkunft
Die Gattung wurde im 16. Jahrhundert Chamaedrys genannt, was Zwergeiche (von griech. chamei = zwergartig und drys = Eiche) bedeutet. Carl von Linné gab der Gattung im 18. Jahrhundert den Namen Dryas und belegte die Art mit dem Epitheton octopetala (achtblättrig), wegen der meist acht weißen Blütenblätter. Dies ist eine Ausnahme in der Familie, in der sonst fünfzählige Blüten üblich sind.

## Beschreibung

### Vegetative Merkmale
Immergrüner stark verzweigter Spalierstrauch mit niederliegenden Langtrieben und nur 2–10 cm langen aufgerichteten Kurztrieben, vereinzelt Wurzeln treibend, rotbräunlich, meist angedrückt behaart, teilweise mit Blattgrundresten bekleidet, die zuletzt mit der Ringelborke abgestoßen werden. Laubblätter an den kriechenden Sprossen angenähert zweizeilig, bei den aufgerichteten rundum stehend, immergrün, lederig derb. Der kurze Blattstiel ist etwa 1–2 cm lang, behaart, die Spreite oberseits dunkelgrün mit eingeprägtem Adernetz, meist kahl, unterseits dicht weißfilzig. Am Rande gewöhnlich kurz nach unten umgebogen, aus meist schiefem, abgerundetem bis spitzem, leicht herzförmigem Grund, elliptisch oder eiförmig bis verkehrt-eiförmig. Vorn spitz bis stumpf, jederseits mit 4–8(–10) meist stumpfen bis 2–3 mm langen, groben Kerbzähnen und 5–30(–40) mm lang sowie 5–15(–20) mm breit. Die Nebenblätter meist trockenhäutig, behaart, schmal-dreieckig, ungefähr zwei Drittel ihrer Länge mit dem Blattstiel verwachsen, der feie Abschnitt etwa 4–7 mm lang und 1–1,5 mm breit.
Er bildet eine starke Pfahlwurzel aus. Die kriechenden Äste und Zweige können hierbei eine Länge von bis zu einem Meter erreichen.

### Generative Merkmale
Die zwittrigen oder durch mehr oder minder starke Verkümmerung der Staub- oder Fruchtblätter polygamen, radiärsymmetrischen Blüten sind einzeln, auf achselständigen, aufrechten, meist etwa 5–10 cm hohen, (filzig) dichthaarigen und besonders im oberen Teil drüsenhaarigen Stielen, die sich zur Fruchtzeit noch etwas verlängern. Die Blüten sind etwa 2,5–4 cm breit. Die Kelchzipfel meist (7–) 8 (–9), sind schmal-eiförmig und spitz, 6–11 mm lang, 2–3,5 mm breit, außen bräunlich filzig und drüsig, innen kahl. Die dachigen Kronblätter in derselben Zahl wie die Kelchblätter sind rein weiß, verkehrt-eiförmig, 10–18 mm lang, 5–12 mm breit, kahl und bald nach der Blüte abfallend. Die relativ kurzen Staubblätter sind zahlreich, kahl, 7–11 mm lang, nicht so hoch wie die Griffel oder diese überragend. Die oberständigen, freien und einkammerigen Fruchtblätter sind zahlreich, dicht langhaarig, mit endständigem, später schraubig gedrehtem Griffel, der sich zur Fruchtreife auf 2–3 cm verlängert und dann eine federig-weiße, silbern schimmernde Behaarung ausbildet. Der Fruchtboden ist schwach gewölbt, außen behaart, sich bei der Fruchtreife nicht streckend. Es ist ein Diskus vorhanden.
Es werden kleine Achänen mit langem, fedrigem Schweif im beständigen Kelch und Blütenboden gebildet.
Blütezeit: Juni bis Juli. In tiefen Lagen schon im Mai. Im Hochgebirge und in der Arktis Mitte Juni bis Anfang August.
Die Früchte verbreiten sich durch die behaarte Fortsätze mit Hilfe des Windes (Windverbreitung). Die Fruchtreife tritt ab Juli ein.

### Chromosomenzahl
Die Chromosomenzahl beträgt 2n = 18 oder 36.

## Verbreitung

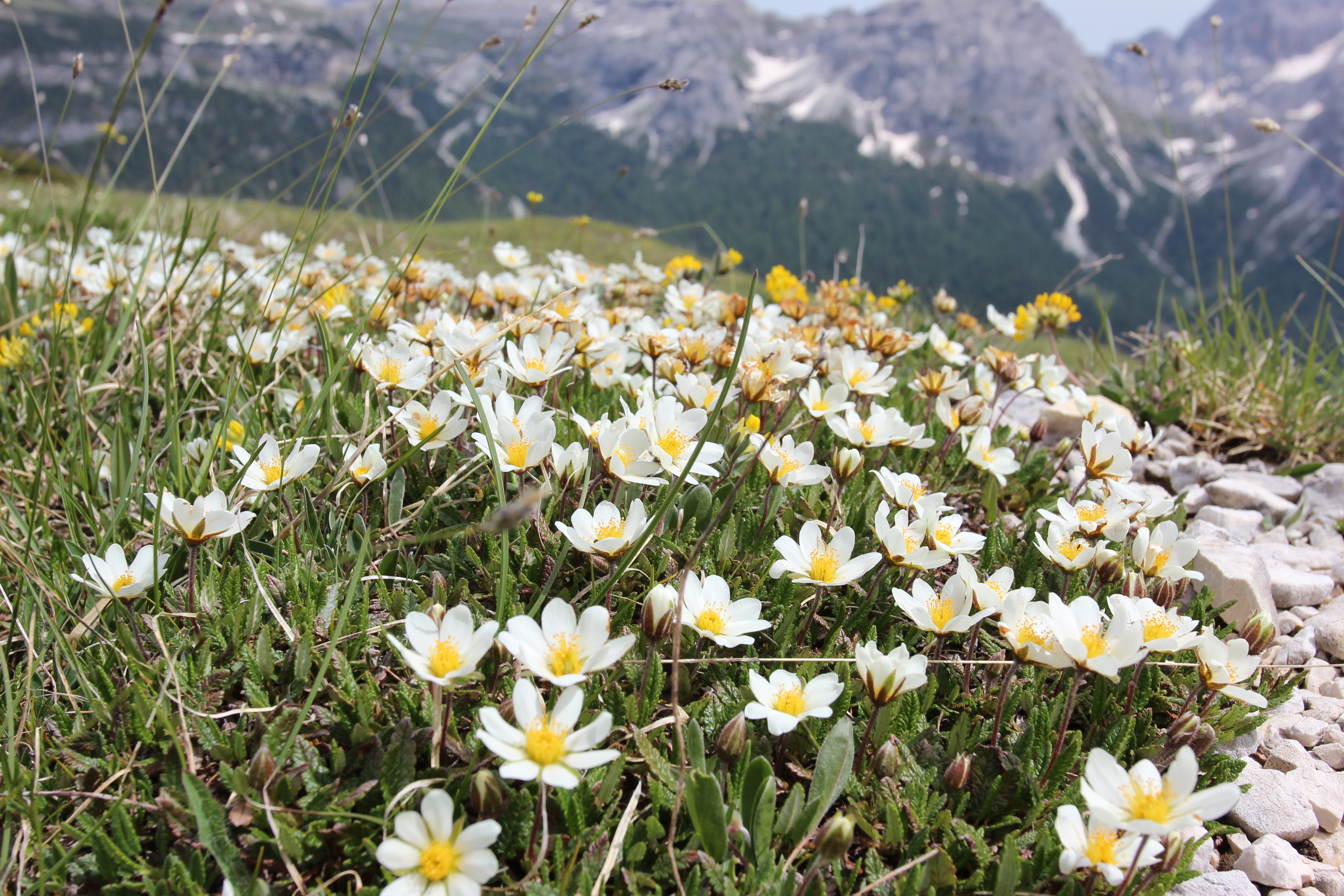
Weiße Silberwurz auf dem Monte Piana, Italien

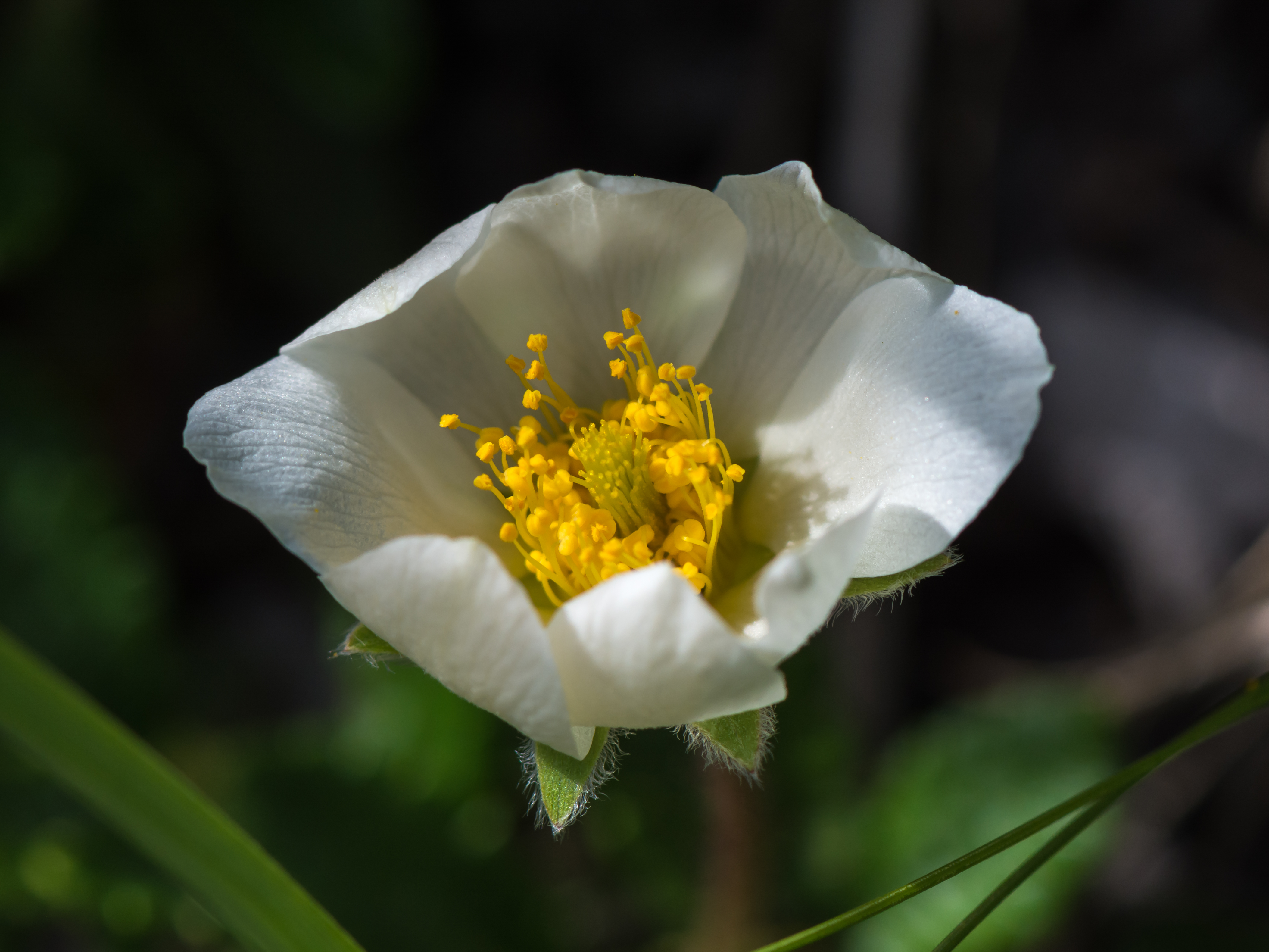
Nahaufnahme einer Weißen Silberwurz in den Ötschergräben, Niederösterreich

### Rezent
Die Art ist arktisch-alpin verbreitet. Das Gebiet umfasst neben den Alpen und anderen Gebirgen Mittel- und Südeuropas die arktische Region, Nordeuropa, Sibirien, Ostasien und Nordamerika. In Nordschweden bildet die Silberwurz zusammen mit Moosen und Flechten die Hauptvegetation der Tundra. Im Süden reicht das Verbreitungsgebiet der Art bis Nordspanien, Mittelitalien, den Rhodopen in  Südbulgarien, sowie in Griechenland an der Mazedonisch-Griechischen Grenze (Tzena, Voras-Gebirge) sowie Bulgarisch-Griechischen Grenze (Orvilos, Falakro in den Rhodopen).
Als Standort werden Zwergstrauchheiden der arktischen Tundren, Moränenschutt, Felsfluren, Matten und Kalkschuttfluren oberhalb der Waldgrenze bevorzugt. In den Alpen ist diese Pflanzenart zwischen 1200 und 2500 Meter anzutreffen. In den Hohen Tauern erreicht sie sogar 2600 Meter, im Tessin 2630 Meter, im oberen Engadin am Piz Padella 2800 Meter und am Piz Tavrü am Ofenpass 3115 Meter Meereshöhe.
In Nordeuropa werden eher saure Böden bevorzugt. Sie ist eine Charakterart der Klasse Carici-Kobresietea, kommt aber auch in Gesellschaften der Klasse Thlaspietea rotundifolii oder des Verbands Seslerion vor.
Die ökologischen Zeigerwerte nach Landolt & al. 2010 sind in der Schweiz: Feuchtezahl F = 2+ (frisch), Lichtzahl L = 5 (sehr hell), Reaktionszahl R = 5 (basisch), Temperaturzahl T = 1+ (unter-alpin, supra-subalpin und ober-subalpin), Nährstoffzahl N = 2 (nährstoffarm), Kontinentalitätszahl K = 3 (subozeanisch bis subkontinental).
Dryas octopetala und häufiger noch ihre Hybride mit der nordamerikanischen Art Dryas drummondii, Dryas × suendermannii Kellerer ex Sünd., finden gelegentlich als Zierpflanzen in Steingärten Verwendung.

### Quartär
Fossilien von Dryas sind Leitarten der Quartärflora, die fossilen Daten zur spätglazialen Verbreitung repräsentieren in deutlicher Weise eiszeitliche klimatischen Veränderungen. So können aus dem Kontrast der heutigen zur spätglazialen Verbreitung während des Letzten Glazialen Maximums (LGM) Ableitungen zum Klima und Ausdehnung periglazialer Tundren in Europa rekonstruiert werden. So umfasste das spätglaziale Territorium der Weißen Silberwurz die Flachländer von Ost-Irland, Großbritannien südlich Schottlands, die Bretagne, die Beneluxstaaten, Mittel- und Osteuropa sowie die nördliche pannonische- sowie praktisch die gesamte Po-Tiefebene. Aus diesem kompakten und zusammenhängenden Verbreitungsgebiet wanderten die Populationen in den Warmphasen und Interstadialen in nördlichere, oder in höher liegende Standorte der Hochgebirge. Diese klimatisch induzierten Wanderungsbewegungen finden sich analog bei vielen anderen arktisch-alpinen Arten die als sogenannten arkto-alpine Disjunktion gilt.
Während der Jüngeren Dryaszeit (etwa 10.730–9.700 v. Chr.) war die Art überall in Europa verbreitet, was aus den Pollenanalysen aus dieser Zeit hervorgeht. Der Zeitabschnitt am Ende des Pleistozäns wurde nach dieser Pflanze benannt.

## Ökologie
Die Pflanze ist ausgesprochen genügsam, sofern sie genügend Licht bekommt. Da die Pflanze nur wenige Wochen im Jahr stoffwechselaktiv ist, kann sie ein hohes Alter von bis zu 100 Jahren erreichen.
Die Blüten werden während des kurzen arktischen bzw. Hochgebirgssommers wie eine Parabolantenne der Sonne nachgeführt. Als Wärmekollektor stellen sie somit einen attraktiven Landeplatz für Insekten dar.
Die Spross- und Blütenknospen werden schon in der vorhergehenden Vegetationsperiode angelegt.
Die Weiße Silberwurz besitzt im Gegensatz zu Dryas drummondii nicht die Fähigkeit, über Wurzelknöllchen Luftstickstoff zu binden. Jedoch geht sie eine Symbiose mit Ektomykorrhizapilzen ein, wie z. B. dem Starkriechenden Pfifferling, Tomentella sp., Dryadirhiza fulgens und Cenococcum geophilum.

## Systematik

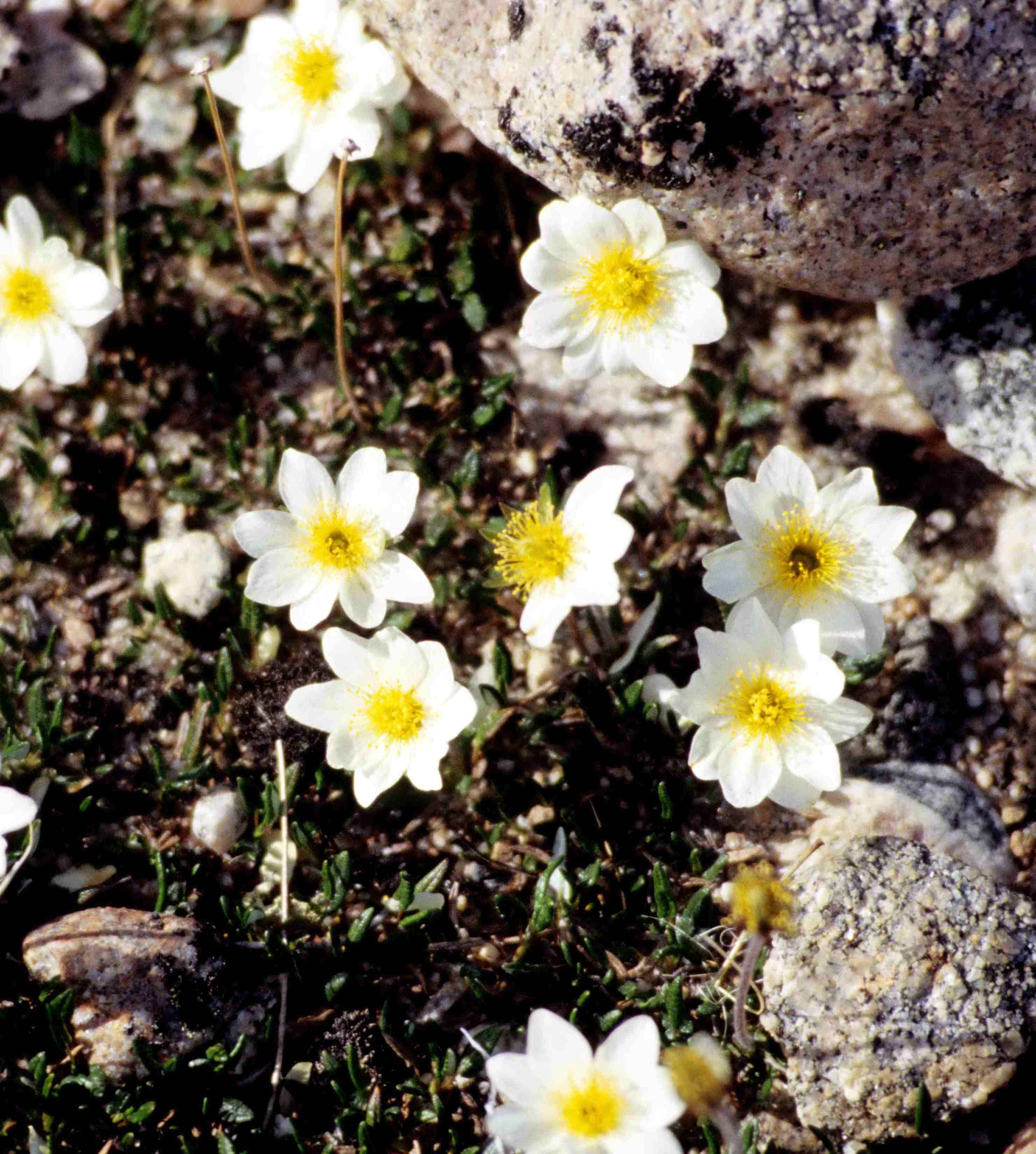
Dryas integrifolia

Je nach Auffassung umfasst die Gattung zwei bis drei Arten (Dryas drummondii, Dryas octopetala und Dryas integrifolia).
Die blassgelb blühende Art Dryas drummondii und die weißblühende Dryas integrifolia besiedeln die Gebirge Nordamerikas, wobei Dryas integrifolia auch als Varietät von Dryas octopetala angesehen wird (Dryas octopetala var. integrifolia).

## Trivialnamen
Für die Weiße Silberwurz bestehen bzw. bestanden auch die weiteren deutschsprachigen Trivialnamen: Alpengamänderlin, Berggamanderlin, weißer Gathau (Pinzgau bei Fusch), Hirtzwurz, Kateinl (Pinzgau).

## Sonstiges
Die Weiße Silberwurz ist oft ausgezeichnet fossil erhalten. Die Blüten, Früchtchen und Pollen haben in eiszeitlichen Tonablagerungen zigtausend Jahre überstanden. Die Pflanzenart war mit Ausklingen der Eiszeit über ganz Deutschland verbreitet (Nachweis über Pollenanalysen). Nach dieser Pflanzenart wurde diese Zeit Dryas-Zeit (Silberwurzzeit) genannt.

## Naturschutz
Diese Pflanzenart steht gebietsweise unter gesetzlichem Schutz.
Die Silberwurz ist die Symbolpflanze der schwedischen Provinz Lappland und seit 2004 Nationalblume Islands.